# Marché à procédure adaptée
Pour les articles homonymes, voir MAPA.
En droit français, un marché à procédure adaptée (MAPA) ou marché passé selon une procédure adaptée est un marché public passé selon une procédure allégée. Il se définit par opposition à un marché passé en procédure formalisée.

## Histoire
Les MAPA ont été intégrés au code des marchés publics en 2004 et ont été modifiés en 2006. Ils ont alors été régis par l'article 28 du code des marchés publics.
Ce dernier disposait alors que :

« I. Lorsque leur valeur estimée est inférieure aux seuils de procédure formalisée définis à l'article 26, les marchés de fournitures, de services ou de travaux peuvent être passés selon une procédure adaptée, dont les modalités sont librement fixées par le pouvoir adjudicateur en fonction de la nature et des caractéristiques du besoin à satisfaire, du nombre ou de la localisation des opérateurs économiques susceptibles d'y répondre ainsi que des circonstances de l'achat.

Le pouvoir adjudicateur peut négocier avec les candidats ayant présenté une offre. Cette négociation peut porter sur tous les éléments de l'offre, notamment sur le prix. Pour la détermination de ces modalités, le pouvoir adjudicateur peut s'inspirer des procédures formalisées, sans pour autant que les marchés en cause soient alors soumis aux règles formelles qu'elles comportent.

En revanche, s'il se réfère expressément à l'une de ces procédures formalisées, le pouvoir adjudicateur est tenu de l'appliquer dans son intégralité. Quel que soit son choix, le pouvoir adjudicateur ne peut exiger des opérateurs économiques plus de renseignements ou de documents que ceux prévus pour les procédures formalisées par les articles 45, 46 et 48.
II. Le pouvoir adjudicateur peut décider que le marché sera passé sans publicité ni mise en concurrence préalables dans les situations décrites au II de l'article 35 ou lorsque ces formalités sont impossibles ou manifestement inutiles en raison notamment de l'objet du marché, de son montant ou du faible degré de concurrence dans le secteur considéré.
III. Le pouvoir adjudicateur peut également décider que le marché sera passé sans publicité ni mise en concurrence préalables si son montant estimé est inférieur à 25 000 euros HT. Lorsqu'il fait usage de cette faculté, il veille à choisir une offre répondant de manière pertinente au besoin, à faire une bonne utilisation des deniers publics et à ne pas contracter systématiquement avec un même prestataire lorsqu'il existe une pluralité d'offres potentielles susceptibles de répondre au besoin. »

Ces dispositions sont restées en vigueur jusqu'à l'abrogation du code des marchés publics et l'entrée en vigueur des textes suivants, le 1er avril 2016.

## Droit positif
Les marchés passés selon une procédure adaptée sont décrits à l'article L.2123-1 du code de la commande publique : 

« Une procédure adaptée est une procédure par laquelle l'acheteur définit librement les modalités de passation du marché, dans le respect des principes de la commande publique et des dispositions du présent livre, à l'exception de celles relatives à des obligations inhérentes à un achat selon une procédure formalisée.
L'acheteur peut passer un marché selon une procédure adaptée :
1. Lorsque la valeur estimée hors taxe du besoin est inférieure aux seuils européens mentionnés dans un avis qui figure en annexe du présent code ;
2. En raison de l'objet de ce marché, dans les conditions fixées par décret en Conseil d'État ;
3. Lorsque, alors même que la valeur estimée du besoin est égale ou supérieure aux seuils de procédure formalisée, la valeur de certains lots est inférieure à un seuil fixé par voie réglementaire. »

L'article R.2131-1 du code de la commande publique cite notamment certains marchés de services juridiques comme susceptibles d'être passés selon une procédure adaptée.  